# Winningen (Aschersleben)
Winningen ist ein Ortsteil der Stadt Aschersleben im Salzlandkreis in Sachsen-Anhalt.

## Geografie
Winningen liegt an der B 180 nördlich von Aschersleben und 5 km südlich vom Flughafen Magdeburg-Cochstedt im Harzvorland, welches Teil der Magdeburger Börde ist. Nordwestlich von Winningen befindet sich das Landschaftsschutzgebiet Hakel, im Westen grenzt die Gemeinde Winningen an dem Königsauer See und dem Concordiasee.

## Geschichte
Die Gemeinde Winningen wurde am 1. März 2004 in die Stadt Aschersleben eingemeindet und verlor dadurch ihre politische Selbstständigkeit.
Winningen liegt 190 bis 200 m über dem Meeresspiegel im Regenschatten des Harzes an der Bundesstraße 180 und ist seit dem Jahr 2004 ein Stadtteil von Aschersleben. Die Bodenwertzahl für die umliegenden Ackerflächen beträgt im Durchschnitt 80. Hauptanbaukulturen sind Getreide, Kartoffeln und Zuckerrüben. Die Gegend um Winningen war von jeher fruchtbares Land und bereits lange vor der ersten urkundlichen Erwähnung, im Jahre 964, besiedelt. Davon zeugen Ausgrabungen von 1989/ 90.
Im Jahre 1060 schenkte die Kaiserin Agnes, die Mutter von Heinrich IV., Güter zu Winningen dem Erzbischof Engelhard zu Magdeburg. Um 1145 wurde die erste Kirche gebaut.
Das erste Winninger Geschlecht altfreier Herkunft, gab 1254 seinen hiesigen Besitz auf und nahm an der Ost-Kolonisation unter den Aschersleber Askaniern teil. In ihrem Wappen führten sie drei Sicheln auf rotem Grund als Zeichen ihrer freien bäuerlichen Herkunft.
Um 1280 gehörte die Gemeinde zur Grafschaft Aschersleben, die von den Anhaltinern beherrscht wurde. 1282 verkaufte Graf Otto I. von Aschersleben den Grund und Boden der Burg Winningen, die er hatte abbrechen lassen, dem Kloster Michaelstein.
Durch Schenkungen, Kauf und Tausch erwarb das Kloster Michaelstein enorme Besitzungen in und um Winningen. So entstand 1293 das Klostergut Winningen, welches seitdem der wichtigste Außenbesitz des Klosters war. Es hatte eine sehr wechselhafte Geschichte.
Im Bauernkrieg wurde der Klosterhof 1525 – in der Woche nach Ostern – eingenommen, ausgeraubt und teilweise zerstört.
Im Dreißigjährigen Krieg sorgten die Pest und fortwährende Plünderungen für die totale Zerstörung des Ortes. Ab 1643 wurde Winningen unter Graf Hans-Christoph von Königsmark neu besiedelt. 20 Jahre später wurden die Winninger Ländereien vom Landgrafen Friedrich II. von Hessen-Homburg käuflich erworben.
Unter westfälischer Herrschaft (1807–1813) wurden Gut und Dorfgemeinde zu einem Kommunalverband zusammengeschlossen. Der Gutsbezirk Winningen wurde am 30. September 1928 mit der Landgemeinde Winningen vereinigt.
Von 1823 bis 1945 hatte die Landjunkerfamilie Braune das Gut in Pacht.
Während im Ersten und Zweiten Weltkrieg der Ort von Kriegshandlungen weitestgehend verschont wurde, forderten sie von den Winningern ihren Blutzoll, so starben 1914 bis 1918 43 Winninger und im Zweiten Weltkrieg fielen 69. Im Ort wurde 1944 kurzzeitig eine Flakeinheit stationiert, aber bereits im Sommer wurden das Material und die Soldaten wieder abgezogen. Diesem Umstand ist es wohl zu verdanken, dass Winningen ohne größere Zwischenfälle durch die Amerikaner eingenommen wurde. Nach der Übernahme durch die Engländer und deren baldigen Abzug wurde Winningen im Juli 1945 Teil der sowjetisch besetzten Zone. Bodenreform und die Gründung von LPG und VEG prägten die Entwicklung des Ortes bis zum Jahre 1990. In dieser Zeit wurden mehr als 40 Ein- und Mehrfamilienhäuser gebaut. Der Ort verfügte in den 1980ern über ein Einkaufszentrum, eine Arztpraxis, eine Zahnarztpraxis, eine Bibliothek, einen Kindergarten, eine BHG und eine Komplexannahmestelle für Dienstleistungen. 1988 entstanden eine Kinderkrippe, ein Feuerwehrhaus und die zentrale Wasserversorgung.
Winningen gehörte ab 1980 dem Gemeindeverband „Hakel“ an, zu dem die Stadt Cochstedt und die Gemeinden Schadeleben, Wilsleben, Neu-Königsaue und Friedrichsaue gehörten. 1993 wurde Winningen an die Kanalisation angeschlossen. Ab 1994 war Winningen Teil der Verwaltungsgemeinschaft „Bördeblick“ mit Sitz in Hecklingen.
2004 wurde mit der Stadt Aschersleben ein Eingemeindungsvertrag geschlossen. Dem ist zu verdanken, dass heute, bis auf eine Ausnahme, alle Ortsstraßen einen grundlegenden Ausbau erfahren haben. Auch das neue Mehrzweckgebäude von Schützenverein und Freiwilliger Feuerwehr hätte es ohne diesen Vertrag wohl nicht gegeben. Allerdings kämpfen die Winninger seit einiger Zeit gegen die voranschreitende Vernässung an einigen Stellen des Ortes. Ältere Winninger weisen dann gern mal auf den Zustand (zum Teil Verschwinden) der alten Entwässerungsgräben hin.

## Politik

### Wappen
Blasonierung: „In Rot pfahlweise drei Sicheln mit goldenem Griff und silbernem Blatt.“
Das Wappen wurde 1995 vom Magdeburger Kommunalheraldiker Jörg Mantzsch gestaltet.

## Sport
In Winningen ist der 1929 gegründete Sportverein SSV Eintracht Winningen beheimatet.
In der Saison 2012/13 nehmen eine Kindermannschaft, eine Frauenmannschaft und zwei Herrenmannschaften am Spielbetrieb des KFV-Salzlandkreis teil.
Die 1. Herrenmannschaft spielt in der Salzlandliga, der höchsten Liga auf Kreisebene. In Saison 2012/13 gewann die 1. Herrenmannschaft des SSV Eintracht Winningen den Hallenkreismeistertitel des KFV-Salzland.
Der SSV Eintracht Winningen erreichte in den Spielzeiten 2005/06, 2006/07, 2008/09, 2009/10 und 2011/12 jeweils den dritten Platz der Kreisoberliga (Salzlandliga).

## Persönlichkeiten

### Söhne und Töchter der Gemeinde
- Gottfried Adolf Kinau (1814–1887), Pastor und Astronom